# Scarsella orbetellana
La scarsella orbetellana è un dolce toscano tipico del periodo pasquale e di probabile origine spagnola.
Viene preparata con la pasta della schiaccia di Pasqua.
A forma a ciambella con le due estremità incrociate e prolungate, nel punto di incrocio viene inserito un uovo intero fermato da due strisce di pasta e poi si cuoce in forno.
La forma caratteristica di questo dolce vuole riprendere l'omonima borsa di cuoio che veniva portata alla cintura e che conteneva denaro (l'uovo).